# Heliport Shun Tak
Heliport Shun Tak (ang. Shun Tak Heliport, chiń. 信德直升機機場, kod ICAO: VHST) – heliport zlokalizowany w Hongkongu, w dzielnicy Sheung Wan, na terenie Terminalu Promowego Hongkong-Makau.